# New Zealand State Highway 34
Der New Zealand State Highway 34 (auch State Highway 34 oder in Kurzform SH 34) ist eine Fernstraße von nationalem Rang im Norden der Nordinsel von Neuseeland.

## Strecke
Nordwestlich von Edgecumbe zweigt der SH 34 vom New Zealand State Highway 2 ab und führt in südlicher Richtung bis nach Te Teko, wo er den New Zealand State Highway 30 kreuzt. Anschließend führt er in südwestlicher Richtung bis nach Kawerau, wo er nach Nordwesten abknickt und am SH 30 endet.